# プファルツ＝ズルツバッハ

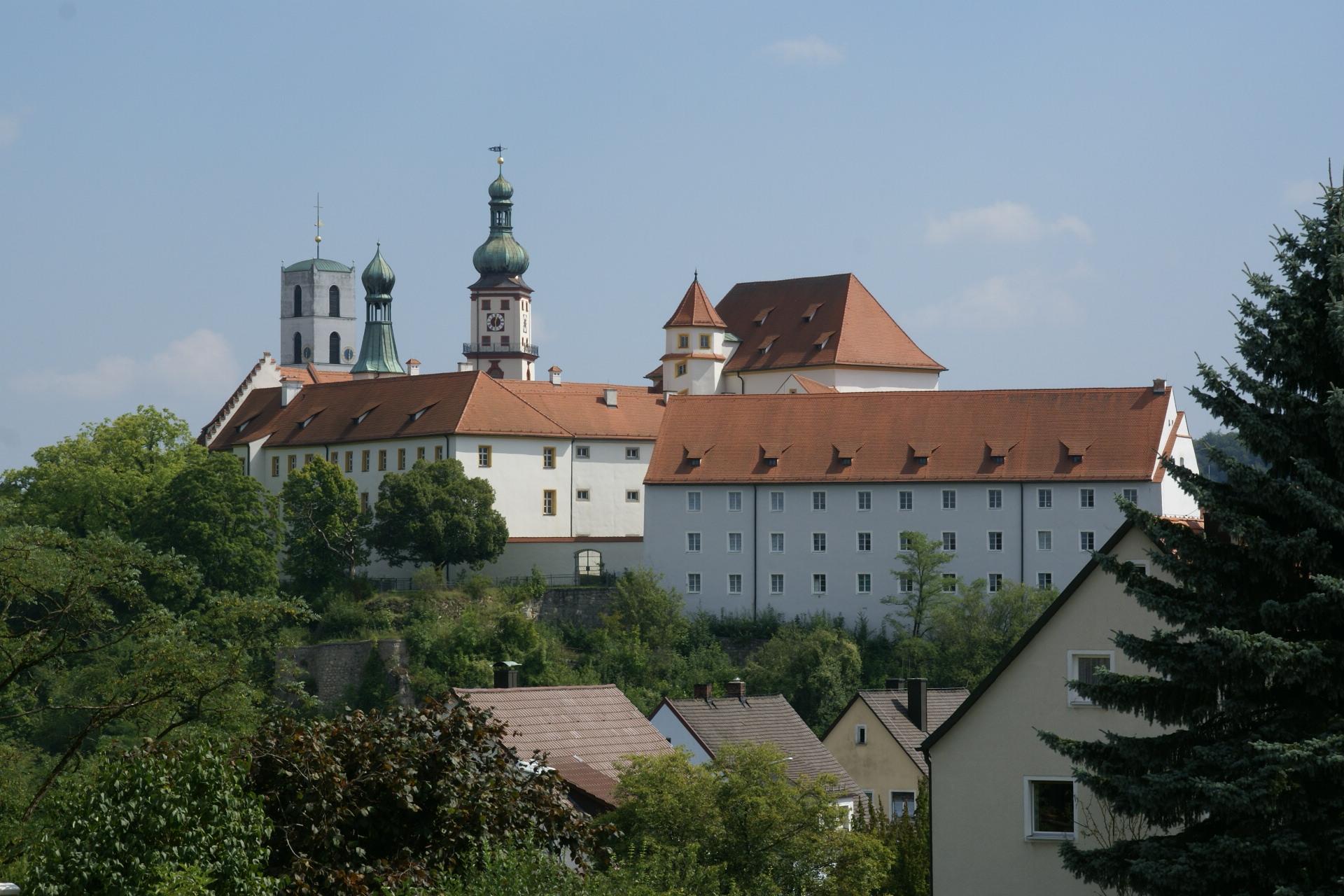
ズルツバッハ城

プファルツ＝ズルツバッハ
Pfalz-Sulzbach

プファルツ＝ズルツバッハ（Pfalz-Sulzbach）は、かつて存在した神聖ローマ帝国の領邦の一つ。現在のドイツ、バイエルン州アンベルク＝ズルツバッハ郡を中心とする一帯に存在し、プファルツ系ヴィッテルスバッハ家の支族が治めた。

## 1569年から1604年まで
プファルツ＝ズルツバッハは、1569年のプファルツ＝ツヴァイブリュッケン公ヴォルフガングの死により、プファルツ＝ツヴァイブリュッケンより生じた。彼の地はヴォルフガングの息子オットー・ハインリヒが統治した。1604年にオットー・ハインリヒが後継ぎを残さずして死ぬと、プファルツ＝ズルツバッハは兄のプファルツ＝ノイブルク公フィリップ・ルートヴィヒの所領へ編入された。
プファルツ＝ズルツバッハ公
- オットー・ハインリヒ（1569年 - 1604年）

## 1614年から1742年まで
1614年のプファルツ＝ノイブルク公フィリップ・ルートヴィヒの死により、その息子アウグストが新たにプファルツ＝ズルツバッハを興した。その領地はバイエルン選帝侯領をはさんで2つに分かれていた。西方は帝国都市ニュルンベルクに接し、東方はボヘミア王国に接した。
アウグストの跡を継いだクリスティアン・アウグストは寛容な君主で、個々の宗教の信仰を認めたり、シムルタネウムを導入したり、1666年にユダヤ人が定住するのを認め、印刷業を設立した。プファルツ選帝侯カール3世フィリップの死後、クリスティアン・アウグストの後継者のプファルツ＝ズルツバッハ公が選帝侯位を継承するのは明白であった。しかし、それが実現したのは1742年、カール・テオドールの代であった。
プファルツ＝ズルツバッハ公
- アウグスト（1614年 - 1632年）
- クリスティアン・アウグスト（1632年 - 1708年）
- テオドール・オイスタッハ（1708年 - 1732年）
- ヨハン・クリスティアン（1732年 - 1733年）
- カール・テオドール（1733年 - 1742年） - 後にプファルツ選帝侯（1743年 - 1777年）、プファルツ・バイエルン選帝侯（1777年 - 1799年）